# ステファン・タタウ
ステファン・タタウ・エタ（Stephen Tataw Eta, 1963年3月31日 - 2020年7月31日）は、カメルーン・ヤウンデ出身の元同国代表の元サッカー選手。

## 経歴
カメルーン代表のサイドバックとして1990 FIFAワールドカップ, 1994 FIFAワールドカップと2度のFIFAワールドカップに主将として出場。前者では、グループリーグ初戦でディエゴ・マラドーナ擁する前回大会王者のアルゼンチン戦で2人の退場を出しながらも勝利する番狂わせをおこした。準々決勝のイングランド戦で散るも、タタウは全試合に出場しアフリカのチームとして初めてベスト8進出の快挙に貢献したが、後者ではグループリーグ最下位に終わった。
翌1995年に訪日し、鳥栖フューチャーズに加入したが、2年間の在籍でJリーグ昇格を果たすことは出来なかった。フューチャーズの消滅に伴って設立したサガン鳥栖に残留を希望したが結局残留することなく日本を去り、そのまま引退した。
2020年7月31日、ヤウンデの自宅で亡くなったことをBBCなどが報じた。享年57。

## エピソード
1990 FIFAワールドカップ開幕前に初戦のアルゼンチン戦でゴールマウスを守ると見られていたジョセフ＝アントワーヌ・ベルがチーム状態に苦言を呈したことで数人の選手と緊張関係が生じ、それがきっかけとなりトーマス・ヌコノが正GKを務めることになったことやロジェ・ミラの突然のメンバー入りと多くの混乱があったことを後年明かした。また、試合中にアンドレ・カナ＝ビイク, バンジャマン・マッシンが退場になり9人となりながらも勝利した要因の1つにポール・ビヤ大統領が観戦していたことを挙げた。
2017年までカメルーン代表監督を務めたウーゴ・ブロースの後任候補として挙げられた77人の1人に名を連ねていた。

## 所属クラブ
- トネーレ・ヤウンデ 1988-1991
- オリンピック・ムボリエ 1992-1994
- 鳥栖フューチャーズ 1995-1996

## 代表歴

### 出場大会
- カメルーン代表
  - 1990 FIFAワールドカップ (ベスト8)
  - 1994 FIFAワールドカップ (グループリーグ敗退)

### 試合数
- 国際Aマッチ 51試合 3得点（1987年-1994年）[5]

| カメルーン代表 | 国際Aマッチ | 国際Aマッチ |
| 年             | 出場        | 得点        |
| -------------- | ----------- | ----------- |
| 1987           | 8           | 2           |
| 1988           | 7           | 0           |
| 1989           | 7           | 0           |
| 1990           | 10          | 0           |
| 1991           | 3           | 0           |
| 1992           | 5           | 0           |
| 1993           | 6           | 0           |
| 1994           | 5           | 1           |
| 通算           | 51          | 3           |

## タイトル
代表
- アフリカネイションズカップ : 1988

個人
- アフリカネイションズカップ ベストイレブン : 1988